# Prima Divisione Venezia Tridentina 1942-1943
La Prima Divisione fu il massimo campionato regionale di calcio disputato in Italia nella stagione 1942-1943.
La Prima Divisione fu organizzata e gestita dai Direttori Regionali di Zona.
Per motivi contingenti il D.D.S. non fece disputare le finali per la promozione in Serie C.
Fu il quarto livello della XL edizione del campionato italiano di calcio.
Il campionato giocato nella regione Venezia Tridentina, fu organizzato e gestito dal Direttorio IV Zona (Venezia Tridentina).

## Girone unico

### Squadre partecipanti
| Squadra                    | Città (provincia)   | Stagione 1941-1942                              |
| -------------------------- | ------------------- | ----------------------------------------------- |
| Soc. Avieri "Guido Presel" | Bolzano (BZ)        |                                                 |
| S.S. Benacense             | Riva del Garda (TN) |                                                 |
| G.S. Dop. Montecatini      | Sinigo (BZ)         |                                                 |
| U.S. Rovereto              | Rovereto (TN)       |                                                 |
| Dop. Vincenzo Lancia       | Bolzano (BZ)        | Campione amatoriale tridentino, rinuncia alla C |

### Classifica finale
|  | Pos. | Squadra               | Pt | G | V | N | P | GF | GS | DR |
|  | ---- | --------------------- | -- | - | - | - | - | -- | -- | -- |
|  | 1.   | Benacense             | ?? | 8 |   |   |   |    |    |    |
|  | 2.   | Avieri "Guido Presel" | ?? | 8 |   |   |   |    |    |    |
|  | 3.   | Rovereto              | ?? | 8 |   |   |   |    |    |    |
|  | 4.   | Vincenzo Lancia       | ?? | 8 |   |   |   |    |    |    |
|  | 5.   | Montecatini           | ?? | 8 |   |   |   |    |    |    |

Legenda:

      Campione tridentino di Prima Divisione.
Note:

Due punti a vittoria, uno a pareggio, zero a sconfitta.
Pari merito in caso di pari punti.

## Verdetti finali
- il/La ??? è campione tridentino di Prima Divisione e promosso in Serie C.[1]